# Велики Врх (Жумберак)
Велики Врх је насељено место у општини Жумберак, до нове територијалне организације у саставу бивше општине Јастребарско, у Загребачкој жупанији, Хрватска.

## Географски положај
Налази се на надморској висини од 399 метара. Село је смештено 7 километара југоисточно од Костањевца, седишта општине.

## Историја
У урбару из 1830. године стоји да је то „село са 6 кућа и 96 становника, од којих су 82 римокатолика, а 14 гркосједињена. Делови насеља су и засеоци Храниловићи и Томашићи".

## Привреда
Привредна основа насеља је: пољопривреда, сточарство и виноградарство, па је подручје од посебне државне бриге.

## Становништво

### Број становника по пописима
| Националност   | 2001. | 1991. | 1981. | 1971. | 1961. | 1953. | 1948. | 1931. | 1921. | 1910. | 1900. | 1890. | 1880. | 1869. | 1857. |
| бр. становника | 22    | 30    | 53    | 83    | 96    | 101   | 83    | 186   | 174   | 162   | 171   | 197   | 161   | 147   | 106   |

### Национални састав
| Националност       | 1991.     | 1981.       | 1971.     | 1961.     |
| Хрвати             | 30 (100%) | 48 (90,56%) | 83 (100%) | 96 (100%) |
| Срби               | 0         | 0           | 0         | 0         |
| Југословени        | 0         | 4 (7,54%)   | 0         | 0         |
| остали и непознато | 0         | 1 (1,88%)   | 0         | 0         |
| Укупно             | 30        | 53          | 83        | 96        |

## Црква
Велики Врх припада римокатоличкој жупи „Светог Николе бискупа“ из Жумберка, Јастребарски деканат Загребачке надбискупије.